# Bernd Rabehl
Bernd Rabehl (* 30. července 1938 v Rathenowu) je německý sociolog a politolog. Patřil k nejznámějším představitelům západoněmeckého levicového svazu SDS, exponoval se význačně jako levicový profesor na berlínské Svobodné univerzitě a byl dlouho počítán k předním teoretikům studentského hnutí a tzv. nové levice v Německu. Jeho pozdější vývoj přiměl mnohé kritiky přirovnat jeho zvrat k neonacistickým názorům k obratu právníka Horsta Mahlera.

## Životopis v kostce
Narodil se v městečku Rathenow západně od Berlína. Roku 1960 začal studovat na Humboldtově univerzitě ve východním Berlíně agronomii (dva semestry), opustil však NDR ještě před stavbou zdi a začal studovat v Západním Berlíně sociologii a filosofii. Na Svobodné univerzitě se seznámil s Rudi Dutschkem, se kterým roku 1965 vstoupil do SDS, kde byl v letech 1967/68 činný ve spolkovém představenstvu. V této době také pomohl několika známým k útěku do západního Německa, a navíc v důsledku svých silně kritických spisů a názorů na NDR a tamní zřízení nesměl cestovat do a přes NDR včetně celého východního bloku.
V sedmdesátých a osmdesátých letech 20. století spolupracoval zprvu jako docent na Svobodné univerzitě v Berlíně, roku 1973 ukončuje svou disertaci. Několik let hostoval jako profesor na univerzitě Campina Grande v Brazílii. Dnes žije jako penzista a svobodný autor v Berlíně.

## Kariéra v APO

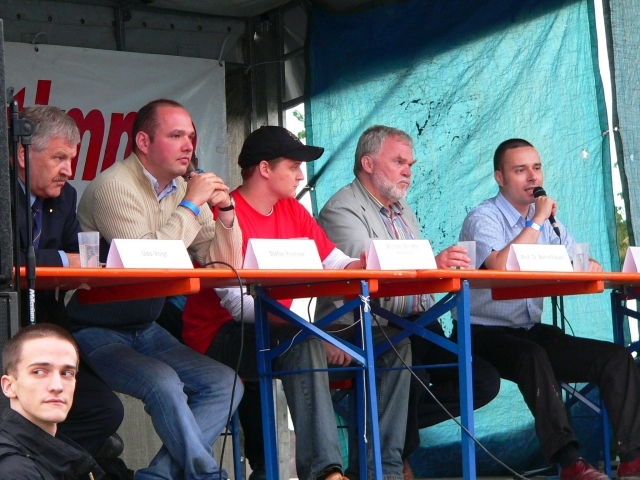
Bernd Rabehl (druhý zprava) vedle předsedy NPD Udo Voigta na tiskové slavnosti Deutsche Stimme 5. srpna 2006 v Drážďanech

Již roku 1965 vstoupil do SDS, kde se stal brzo jedním z významných teoretiků západoněmecké mimoparlamentní opozice APO (Außerparlamentarische Opposition). Začátkem sedmdesátých let 20. století byl členem redakční konference časopisu „ProKla“ – „Probleme des Klassenkampfes“ (Problémy třídního boje), tehdy snad nejznámějšího časopisu nedogmatické, protistalinistické západoněmecké levice, a je také členem vydavatelského kolektivu nakladatelství „Rotbuch“ (Rudá kniha), o kterém se dá říci totéž.
Pro příslušníky takzvané generace 68 se na Svobodné univerzitě v Berlíně stalo povinností navštívit alespoň jeden jeho seminář. V Berlíně učil na Sociologickém institutu, na Ústředním institutu pro sociálněvědecké bádání a na Institutu Otto Suhra (politologická fakulta). Z této doby pochází velká řada jeho prací o marxismu a dělnickém hnutí, kde pojmy jako samospráva, demokracie a svoboda myšlení hrají stěžejní roli.

## Kritika přistěhovalectví a spolupráce s identitárními organizacemi
Koncem 80. let, přibližně po pádu východoněmeckého režimu, se zabýval dějinami SDS a reviduje některé názory, mimo jiné i o Rudi Dutschkem. Během 90. let je v jeho myšlení možno pozorovat jistý zvrat. V prosinci 1998 řečnil před buršáckým studentským sdružením Danubia (spolu s Horstem Mahlerem), nejen v levicových kruzích neslýchaný precendens. Varoval zde před nebezpečím kulturní nadvlády přistěhovalců, což by mohlo vést k úkazům občanské války a terorismu v západní společnosti. Tato řeč byla prostřednictvím Horsta Mahlera předána časopisu Junge Freiheit, kde vyšla podle tvrzení Bernda Rabehla bez jeho souhlasu (znění textu samotného však nepopíral a poté vícekrát do tohoto časopisu sám přispěl). V rozhovoru pro Deutsche Stimme poznamenal na adresu svých kritiků: „V posledním důsledku jsem svém dřívějšímu myšlení zůstal věren, pouze mezitím došlo k posunutí politických pozic. Co se dříve pokládalo za levicové, platí dnes jako pravicové“. V rozhovoru s radikálně pravicovým časopisem National Zeitung pak Rabehl své pozice označuje jako zcela typické pro bývalé aktivisty APO.
Na rozdíl od inklinace bývalého advokáta Horsta Mahlera k neonacistickým tendencím vyvolal jeho zvrat o to více neporozumění a kritiky, protože býval počítán k předním hlavám a teoretikům studentského hnutí. Institut Otto Suhra se pokusil odvolat povolení k vyučování; to se ukázalo jako neproveditelné, proto se jej rozhodl nepověřovat vedením seminářů. Ztratil také místo docenta v odborové nadaci Hanse Böcklera a vystoupil z Německého odborového svazu DGB (vstoupil poté do Křesťanského odborového svazu CGB, ze kterého však byl roku 2005 vyloučen). Po roce 2005 vystoupil vícekrát na shromážděních neonacistické NPD. V roce 2009 se o něm vážně uvažovalo jako o společném kandidátovi NPD a DVU na spolkového prezidenta, dokonce dal stranám svůj předběžný příslib, ale ze strachu z politické perzekuce a mediálních kampaní proti své osobě z kandidatury nakonec couvl.

## Publikace (výběr)
- Notizen zum Problem: Marxismus und Nationalismus, bez místa, rok neznámý
- Von der antiautoritären Bewegung zur sozialistischen Opposition, in: Uwe Bergmann u. a. (vydavatel), Rebellion der Studenten oder Die neue Opposition, Reinbek 1968
- Parlamentarismusdebatte 2, Die DKP eine neue sozialdemokratische Partei, Underground Press 1969
- Marx und Lenin, Berlin 1973
- Geschichte und Klassenkampf, Berlin 1973
- Preobrashenskijs Theorie der „neuen Ökonomik“ beim Aufbau des Sozialismus, in: E. Preobrashenskij, Die sozialistische Alternative, Berlin 1974
- Der „neue“ Staat und die Keimformen einer „neuen“ Klasse in der Sowjetunion, in: Rudi Dutschke u. a. (vydavatel), Die Sowjetunion, Solschenizyn und die westliche Linke, Reinbek 1975
- Die Kontroverse innerhalb des russischen Marxismus über die asiatischen und westlich-kapitalistischen Ursprünge der Gesellschaft, des Kapitalismus und des zaristischen Staates in Russland, in: Karl Marx, Die Geschichte der Geheimdiplomatie des 18. Jahrhunderts, Berlin 1977
- Auf dem Wege in die nationalsozialistische Diktatur, in: M. Scharrer (vydavatel): Kampflose Kapitulation, Hamburg 1984
- Demokratisierung als Redemokratisierung, in: Liberal, Heft 1, Berlin 1984
- Arbeiterbewegung, Populismus und neue soziale Bewegungen, in: Rolf Ebbighausen u. a. (vydavatel), Das Ende der Arbeiterbewegung in Deutschland, Opladen 1984
- Bedeutung der Bundesassistentenkonferenz aus der Sicht der Studentenbewegung, in: S. Freyer/U.Groß/C.Oehler (vydavatel): Wissenschaftlicher Nachwuchs ohne Zukunft, Kassel 1986
- Marxismus heute, toter Hund oder Pudels Kern?, Frankfurt am Main 1986
- Provokationselite, (manuskript) Berlin 1986
- „Geschichte wird gemacht, es geht voran“, in: Verein Kritische Sozialwissenschaft und Politische Bildung (vydavatel), Linke Spuren, Wien 1987
- Der Sozialistische Deutsche Studentenbund, in: Haus der Gewerkschaftsjugend (vydavatel), Zwischen Kooperation und Konfrontation, Marburg 1988
- Am Ende der Utopie, Berlin 1988
- National-revolutionäres Denken im antiautoritären Lager der Radikalopposition von 1961 bis 1980, in: Junge Freiheit 18. Dezember 1998, wir selbst 3-4/1998, Mitteilungen der Gesellschaft für Kulturwissenschaft, Juni 1999
- Feindblick, Der SDS im Fadenkreuz des „Kalten Krieges“, Berlin 2000.
- Tschechen und die Europäische Union (Češi a Evropská unie), skripta, s předmluvou Jana Berwida-Buquoye, vydal Český Institut Mezinárodního Setkání, Tábor 2000.[zdroj?]
- Rudi Dutschke, Dresden: Antaios 2002
- Die antiautoritäre Revolte, Wiesbaden 2002